# Luger P08
A Luger P08 (Parabellum) pisztolyt Georg Luger tervezte 1898 körül. A neve a latin „Si vis pacem, para bellum” (Ha békét akarsz, készülj a háborúra) közmondásból származik. Először Svájcban vezették be, de még a 7,65 mm-es változatában. A német haditengerészet kérésére a német DWM gyár és Luger kifejlesztette az újfajta 9 mm-es lőszert, ami mára Parabellum néven az egyik legelterjedtebb pisztolylőszerré vált.
Az immár 9 mm-es űrméretűre áttervezett pisztolyt 1908-ban rendszeresítette a német hadsereg és haditengerészet. Egészen az 1950-es évekig volt szolgálatban. A Luger egy csuklós-karos reteszelésű, rövid csőhátrasiklásos rendszert használ.
A Luger összes variánsa pontos, különösen a régebbi fejlesztésűek. Bár sokszor szorult be a legrosszabb pillanatban, de megbízhatóbb volt, mint a Walther P38-as.[forrás?]

## Fordítás
- Ez a szócikk részben vagy egészben az Luger P08 pistol című angol Wikipédia-szócikk ezen változatának fordításán alapul.  Az eredeti cikk szerkesztőit annak laptörténete sorolja fel. Ez a jelzés csupán a megfogalmazás eredetét és a szerzői jogokat jelzi, nem szolgál a cikkben szereplő információk forrásmegjelöléseként.